# Ctenochromis aff. pectoralis
Ctenochromis aff. pectoralis là một loài cá thuộc họ Cichlidae. Nó là loài đặc hữu của Kenya. Môi trường sống tự nhiên của nó là các con sông.